# Blšany
Blšany (in tedesco Flöhau b. Podersam) è una città della Repubblica Ceca facente parte del distretto di Louny, nella regione di Ústí nad Labem.